# 灘しげみ
灘 しげみ（なだ しげみ、1946年〈昭和21年〉11月24日 - ）は、日本の女性漫画家。現在の静岡県磐田市出身。

## 略歴
1964年、少女漫画家を目指して『新児童少女漫画界』に入会（1969年夏に卒業）。
1966年、貸本少女誌『ゆめ』（若木書房）81号掲載の「明日は青空」にて漫画家デビュー。
1968年、灘しげみのペンネームで『週刊少女フレンド』38号（9月17日号）掲載の「青空にジャンプ!」にて雑誌デビュー。
1969年、スカイダイビングを題材にした日本初の少女航空漫画「青空へOK!」を、『少女コミック』4～6号に連載。
続けて7号から『週刊少女コミック』71年12号まで計57回連載されたバレーボール漫画「勝利にアタック!」が大ヒットし、
一躍人気漫画家となるも、貸本から雑誌への過渡期の時代ゆえか現在まで単行本化されていない。
以降、主に『週刊少女コミック』『ちゃお増刊』（ともに小学館）や学年誌（学習研究社・小学館）などに作品を掲載。
ひだのぶこらと共に1994年に出版した『Dream』掲載のSFミステリー「異次元鬼光」が最後に執筆された作品である。
スポーツまんがで定評があり、代表作は「栄光のストローク」「コートの嵐」「勝利にアタック!」など。
雑誌での作品掲載時期と、雑誌出版社の自社レーベルによる少女漫画単行本刊行開始時期とのズレもあり、単行本未収録作品が非常に多い。

## 作品リスト

### 新書版コミックス
- あの空に打て（若木書房名作漫画総集ブック）
- コートの嵐 1巻～3巻（若木書房ティーンコミックス デラックス）
- 栄光のストローク 1巻～3巻（若木書房ティーンコミックス デラックス）
- 出席をとります 1巻～3巻（ひばり書房ひばりヒットコミックス）
- 燃えよ!スマッシュ（学習研究社コースコミックス）
- 時のかなたに（小学館フラワーコミックス）
- 栄光への出発 1巻～3巻（若木書房ティーンコミックス デラックス）
- モカのかおりは･･･（若木書房ティーンコミックス デラックス）
- 青き伝説の島（スタジオシップポケットコミックス）
- ピンチにお願い!（ひばり書房ひばりヒットコミックス）
- 逆転ラブ･スマッシュ（若木書房ティーンコミックス デラックス）
- スター誕生物語［虹色のスポットライト］（小学館ワンダーライフスペシャル）

## 単行本未収録作品
- 明日は青空（『ゆめ』に掲載）（本名によるデビュー作）
- マイ･ライク･アニキ（『ゆめ』に掲載）
- 夕やけのかなたに（『ゆめ』に掲載）
- 青空にジャンプ!（『週刊少女フレンド』に連載）（灘しげみ名義による雑誌デビュー作）
- アキ!がんばれ（『少女コミック』に掲載）
- 青春のしぶき（『少女コミック』に掲載）
- プールのちかい（『小学三年生』に掲載）
- 青春にスマッシュ（『少女コミック』に掲載、『別冊少女コミック』で再録）
- ハードルのふたつ星（『少女コミック』に掲載、『別冊少女コミック』で再録）
- 赤い目のミドリ（『なかよし』付録[なかよしブック]に掲載）
- コートの上は青い空（『少女コミック』に掲載、『別冊少女コミック』で再録）
- 青空へOK!（『少女コミック』に連載）
- 勝利にアタック!（『少女コミック』、『週刊少女コミック』に連載）
- 水しぶきの讃歌（『別冊少女コミック』に掲載）
- 燃えよ!雪原（『別冊少女コミック』に掲載）
- はだしのアキ（『別冊少女コミック』に掲載）
- 吠えろ!アルファ（『週刊少女コミック』に連載）
- 転校生をいじめないで
- 投げろ!青春
- ファイトでGO!
- 白い人形
- シュートで速攻
- 燃える白球
- カードにご注意
- 校庭に集まれ!
- 炎のストライク
- ブルージーンのあいつ
- ヤッホー!夏山に集まれ
- あしたの真紀
- 青春コート
- ムーは恋告鳥
- 白球のライバル
- 閉ざされた一週間
- 栄光のシャトル
- 五月の恋は風まかせ!?
- わたしの胸に顔がある
- 地の底からの呼ぶ声は･･･
- ただいまリツコ先生爆走中
- 時の小壜
- 雨のち晴れの恋もよう
- ほ･ほ･ほたる恋
- 黒い迷路
- オホーツクの翼
- 切れた秘め琴
- サーカスっ子物語
- すずらんの丘
- 遙かなる あい
- 白いファンタジー
- もう･･･悩んじゃうわ
- ねらわれた学園（眉村卓原作の映画公認コミカライズ）
- ミセス･GK
- 岩崎良美物語 朝やけのちかい
- 炎のスマッシュ
- アップルちゃん
- ファイナルセットにかけろ!!
- ワンツーアタッカー
- きまぐれチェリー
- 渇愛(タンハー)
- トビウオなっちゃん
- ドキドキ死時計
- ようこそ人形館へ
- たそがれデートに気をつけて
- シブがき隊物語 ホップ･ステップ･ジャンプ!
- あしたをのぞいた風子
- あたしが二人いる
- 呪われた指輪
- 中森明菜物語 それでも明菜は歌う!
- ロスの旋風
- こんにちは わらべです!
- 少年隊ホップステップジャンプ物語
- 名探ていアッコちゃんSOS!!
- 虹をわたったシンデレラ
- 夢みるアイドル
- チェッカーズ ジグザグ24時間
- きらめくスポットライト
- ゆうれい城を脱出せよ!!
- ときめき人生ゲーム
- チェッカーズのラブラブスペシャル
- あこがれデート
- チェッカーズ 初ゆめストーリー
- アタック!純
- 幽霊が犯人をつかまえた!!
- アイドルミニストーリー伊藤美紀
- ラブラブハートのメッセージ
- スチュワーデス物語
- 異次元鬼光

## 関連文献
- 『大人の少女マンガ手帖 熱血！ スポ根ヒロイン』 宝島社 （「このマンガがすごい!」編集部 2018年5月11日発売 ISBN 978-4800282255）